# رافائل ویدال
رافائل ویدال (به انگلیسی: Rafael Vidal) (زادهٔ ۶ ژانویهٔ ۱۹۶۴) شناگر اهل ونزوئلا است.